# Ткаченко Георгій Кирилович
Георгій Кирилович Ткаченко (23 квітня (5 травня) 1898 року, с. Глушково, Курська область — 11 грудня 1993 року, Київ) — український бандурист.

## Життєпис
Архітектор-художник, член Союзу художників і Союзу архітекторів (з 1937 року), бандурист, член музичного товариства України. Народився на Східній Слобожанщині.
1929 року закінчив московський ВХУТЕМАС, був відомим художником-архітектором і бандуристом, останнім представником так званої «слобожанської» традиції рецитацій під акомпанемент старосвітської діатонічної бандури. У творах митця відображена широчінь його духовного світу, що поєднував українство та слов'янофільство, християнсько-консервативні переконання та сприйнятливість до нових ідей (замолоду був посвячений у масони). Мав велику популярність серед українських інтелектуалів 1960–90-х.
Кобзарську науку перебрав від харківського кобзаря Петра Древченка і свято дотримувався, ретельно оберігаючи від будь-якого переосмислення.
В репертуарі пана Ткаченка 8 дум, 5 псалмів, 12 історичних пісень, 20 пісень народно-побутових та 5 танців.

## Учні
1. Будник Микола Петрович
2. Кушпет В. Г.
3. Мішалов Віктор Юрійович
4. Товкайло Микола Тихонович
5. Забашта Ростислав
6. Радько Сергій
7. Компаніченко Тарас Вікторович
8. Прядка Володимир Михайлович
9. Селівачов Михайло Романович
10. Гоц Андрій
11. Лісовол Віктор

### Публікації, каталоги творів
- Акварелі Г. Ткаченка: Каталог виставки / Авт. передмови І. О. Ігнаткін. — К., 1967. — 12 с.
- Акварели Георгия Ткаченко. Каталог выставки. Киев, 1986.
- Каталог виставки акварелей Георгія Кириловича Ткаченка (до 90-річчя від його народження) / упорядник Н. Селівачова. — К., 1988. — 25 с., портрет Г. Ткаченка (ксилографія) роботи В. Перевальського. — Бібліографія — с. 10-13.
- Георгий Ткаченко. Акварели. Каталог выставки к 90-летию художника. Республиканский Дом архитекторов в Киеве (май 1988).
- Акварелі Георгія Ткаченка.– К.: Мистецтво, 1989. — Комплект із 15 листівок з передмовою та коментарями укр. і рос. мовами. — Упорядник і автор тексту М. Селівачов.
- Выставка художественных работ к 100-летию художника и бандуриста Георгия Ткаченко (1898—1993). Программа. 5 — 21 мая 1998. Музей истории Киева.

- Ткаченко Г. Зустріч з Єгором Мовчаном // Народна творчість та етнографія (Київ). — 1978. — № 3. — С. 49-54.
- Ткаченко, Г. К. Основи гри на народній бандурі // ж. «Бандура», #23-24, 1988
- Ткаченко Г. Струна до струни // Україна (Київ).. — 1988. — № 19, травень. — С. 24-25.
- Ткаченко, Г. К. Струна до струни / Г. Ткаченко // Єгор Мовчан. Спогади. Статті. Матеріали. — Суми: Собор, 1999. — 64 с.
- Ткаченко, Г. К. Основи гри на народній бандурі / Г. Ткаченко // Черемський К. Повернення традиції. — Х.: Центр Леся Курбаса, 1999. — С.224-225
- Георгій Ткаченко: Автобіографія. Школа гри на народній бандурі. Репертуар / Упорядкував М. Селівачов // Родовід. — 1995. — № 11. — С. 111—114

### Статті про Ткаченка
- Работы Архитектурно-планировочной мастерской № 5 Моссовета. Руководитель В. И. Долганов // Архитектурная газета (Москва). — 1936. — № 46. — Приложение. — С. 1-4 [Репродуковано проекти Г. Ткаченка: другий варіант плана Центрального парку на Ленінських горах у співавторстві з В. Долгановим; Генплан Ленінського (колишнього Царицинського) і Коломенського парків; Перспектива партеру в Лужниках Центрального парку на Ленінських горах].
- Коржев М. П. (арх.), Прохорова М. И. (арх.). Парк ЦДКА Первомайского района (Лефортовский) // Строительство Москвы. — 1937. — № 10. — С. 10-16 [Репродуковано графічні роботи Г. Ткаченка: ескіз огорожі на Набережній Яузи (с. 14), вид на читальню з-за ставка (с. 16)].
- [Фото декоративної паркової вази, виконаної за проектом Г. Ткаченка] // Строительство Москвы. — 1940. — № 16. — С. 20, іл. 1.
- Фисун Олександр. Етнографічні акварелі Георгія Ткаченка // Народна творчість та етнографія (Київ). — 1968. — № 6. — С. 82-87, іл.
- Вітрук Володимир. Творчість Єгора Ткаченка // Наша культура (Варшава). — 1969. — № 2 (130). — С. 7-8, іл.
- Селівачов М. Співець рідної землі // Життя і слово (Торонто). — 1974, 7 січня.
- Голець Ярослав. Мальовнича Україна // Україна (Київ). — 1978. — № 40. — С. 17, іл.
- Піаніда Б. М. Виставка творів Г. К. Ткаченка // Народна творчість та етнографія (Київ). — 1978. — № 4. — С. 103—106, іл.

- Лавров Федір. Кобзарі: нариси з історії кобзарства України. — К.: Мистецтво, 1980. — С. 170.
- Христенко Інна. Дзвін кобзи // Літературна Україна. — 1983. — 10 лютого, № 6 (3999). — С. 8.
- Литвин Микола. Довгожитель пензля і пісні // Україна (Київ). — 1984. — № 47, 25 листопада. — С. 22 і 4 стор. обкл., іл.
- Селівачов М. Вічна загадка любові // Київ. — 1984. — № 2. — С. 155—159, іл.
- Мішалов В.  — Георгій Кирилович Ткаченко — Останній кобзар — ж. Молода Україна, Червень, 1985
- Мішалов В.  — Останній кобзар — Нарис про Г. Ткаченка — «Bandura», 1985, № 13.14, (С.49-52)
- Selivatchov M. His unique world // Ukraine (Kyiv). — 1985. — № 8. — P. 13-15, ill.
- Литвин Микола. Кобзарі задивлені в майбутнє // Жовтень (Львів). — 1986. — № 11. — С. 85-96.
- Грица С. Й. Епос увиконанні Георгія Кириловича Ткаченка // Народна творчість та етнографія (Київ). — 1988. — № 2. — С. 52-60.
- Селівачов М. Останній бандурист // Родовід. — 1993. — № 6. — С. 55-60;
- Селівачов М. Пам'яті найстарішого кобзаря України Георгія Ткаченка // Народна творчість та етнографія. — 1994. — № 2-3. — С. 88-89.
- Войник Л. Гармония струны и кисти // Вечерний Киев. 1999. 26 февр.
- Селівачов М. Відзначення 100-річчя від дня народження Георгія Ткаченка // Родовід. — 1999. — № 1 (17). — С. 98-99.
- Селівачов М. Георгій Ткаченко // Ант. — 1999. — № 1. — С. 35.
- Селівачов М. Георгій Ткаченко: особистість, паломник, художник, музикант (спогади про незабутнього друга та його розповіді) // Лаврський альманах. Випуск 25. — К., 2010. — С. 135—153, іл; репринт: // Сучасні проблеми дослідження, реставрації та збереження культурної спадщини. Випуск 7. — К., 2010. — С. 394—427.
- Ігор Роздобудько. Українські кобзарі Східної Слобожанщини. // Східна Слобожанщина. Українці навколо України.